# Psamathia
Psamathia is een geslacht van vlinders van de familie Uraniavlinders (Uraniidae), uit de onderfamilie Epipleminae.

## Soorten
- P. amplata Warren, 1907
- P. chanchamayoria Oberthür
- P. impunctata Warren, 1904
- P. laticaudata Walker, 1861
- P. parallelaria Walker, 1905
- P. sordidata Schaus, 1913
- P. subangulata Warren, 1900